# Коррея, Ромен
Ромен Родригеш Коррея (порт. Romain Rodrigues Correia; род. 6 сентября 1999, Кастр) — португальский футболист, защитник клуба «Маритиму».

## Клубная карьера
Коррея начал карьеру во французских клубах «Кастр» и «Альби». В 2015 году Ромен подписал контракт с «Виторией Гимарайнш».
21 января 2021 года был отдан в аренду в испанском клубе «Эркулес»

## Международная карьера
В 2018 году в юношеской сборной Португалии Коррея стал победителем юношеского чемпионата Европы в Финляндии. На турнире он сыграл в матчах против команд Украины, Норвегии, Финляндии и дважды Италии.

## Достижения

### Международные
Португалия (до 19)
- Юношеский чемпионат Европы — 2018